# Acer griseum
Acer griseum este o specie de plantă cu flori din familia Sapindaceae, nativă Chinei centrale. Crește în provinciile chineze Gansu, Henan, Hubei, Hunan, Shaanxi, Shanxi și Sichuan, la altitudini de 1.500-2.000 m.